# Diverzifikace průmyslu
Diverzifikace průmyslu (diversification of industry, industrial diversification) zobrazuje rovnovážnou strukturu průmyslových odvětví v daném regionu. Společně se specializací průmyslu vyjadřují míry struktury průmyslu v dané územní jednotce. Absolutní diverzifikace představuje minimální specializaci, kdy jsou všechna průmyslová odvětví zastoupena stejným podílem na struktuře průmyslu regionu.  Nejběžnějšími mírami diverzifikace průmyslu jsou hrubý index diverzifikace a čistý index diverzifikace.

## Míry diverzifikace průmyslu

#### Hrubý index diverzifikace
Hrubý index diverzifikace (HID) vyjadřuje kumulativní součet dílčích podílů jednotlivých průmyslových odvětví seřazených sestupně od největšího po nejmenší dané územní jednotky. 

#### Čistý index diverzifikace
Čistý index diverzifikace (ČID) vyjadřuje poměr absolutní hodnoty rozdílu HID studované územní jednotky (i) a HID územní jednotky hierarchicky vyšší (r) a rozdílu maximální hodnoty HID a HID hierarchicky vyšší územní jednotky, násobený 1 000. 
ČIDi - čistý index diverzifikace i-tého okresu
HIDi - hrubý index diverzifikace i-tého okresu
HIDr - hrubý index diverzifikace České republiky
HIDmax - maximální hrubý index diverzifikace
Hodnoty čistého indexu diverzifikace se pohybují v intervalu od 0 do 1 000. Pokud se ČID rovná 0, tak má jednotka nejvyšší stupeň diverzifikace, tj. má minimální specializaci. V případě, že se ČID rovná 1 000, tak má jednotka nejnižší stupeň diverzifikace, tj. má maximální specializaci. 

## Cíl diverzifikace průmyslu
Cílem diverzifikace průmyslu je zvýšit šance na výnosy diverzifikací nebo rozložením aktiv do širšího spektra a zároveň minimalizovat potenciální selhání nebo ztráty. Hlavní myšlenkou průmyslové diverzifikace je zvýšit stabilitu společnosti tím, že umožňuje využívat příjmy z více než jednoho konkrétního zdroje. S diverzifikovanou řadou produktů má společnost větší šanci na přežití, pokud bude pokles poptávky po jednom druhu zboží kompenzován zvýšeným prodejem jiného druhu zboží (například pokles poptávky po domácích spotřebičích bude kompenzován zvýšeným prodejem řady textilního zboží). 
Použití průmyslové diverzifikace k přidání rozmanitosti do podnikového investičního portfolia znamená, že pokud akcie spojené s daným odvětvím projdou poklesem, existuje velká šance, že zvýšení hodnoty ostatních podílů pokryje tuto ztrátu a umožní čistý nárůst výnosů. 

## Využití v praxi
Diverzifikace průmyslu má co dočinění s poskytováním zboží a služeb, které oslovují více trhů, spíše než se zaměřením na produktovou řadu, která přitahuje hlavně jeden trh. Společnost může například provozovat závody, které vyrábějí oděvy na jednom místě, zatímco na jiném místě vyrábějí ložní prádlo a další druhy bytového textilu. V některých případech může diverzifikace průmyslu zahrnovat zcela nesouvisející produkty, jako je společnost, která vyrábí řadu kancelářských potřeb, ale má také divizi zaměřenou na výrobu televizorů a dalších elektronických zábavních zařízení. Stupeň průmyslové diverzifikace je často ovlivněn tím, v co vlastníci věří, že poskytne nejlepší možnou ochranu před poklesem na jednom trhu takovým způsobem, že se těší odpovídajícímu nárůstu poptávky na jiném trhu.